# 杉尾玄有
杉尾 玄有（すぎお げんゆう、1928年2月28日 - 2012年11月30日）は、日本の研究者。専門は西田哲学・道元禅。山口大学名誉教授。倫理学・宗教学の研究。

## 略歴・人物
1928年福岡県椎田町の生まれ。築上中学校卒業、広島高等師範学校を経て、1951年広島文理大学卒業。1953年九州大学大学院倫理学専攻修了。福岡県立京都高等学校教諭等を経て、1959年山口大学倫理学部講師に就く。1972年同大学教授。1991年同大学を退官。同年、同大学名誉教授。その後、山口県立大学にて講座を担当。2012年11月、84歳にて逝去。正四位・瑞宝中綬章受賞。妻は三重子。

## 研究・論文・書籍
- 『道元禅の参究』（春秋社、2015年）
- 「西田哲学と道元禅」（宗教研究、1987年）[4]
- 「もう一つのすばらしい『正法眼蔵』へ」（宗学研究、2000年）[5]

## 活動
- 1996年2月17日 - 「はかた南無の会」にて辻説法『生誕百年・宮沢賢治と宗教』を講演[6]。

## 追悼の意を込めて
- 『宇宙妙音 : 杉尾玄有の思い出』（創言社、2015年）を妻の三重子により、個人伝記として出版[7]。